# Wu Jianchang
Wu Jianchang (chinês simplificado: 吴建常; Changsha, Hunan, 2 de junho de 1939 — Pequim, 17 de novembro de 2018) foi um político e engenheiro chinês que serviu como vice-ministro da Indústria Metalúrgica na década de 1990.

## Biografia
Nascido em junho de 1939 em Changsha, Hunan, Wu se formou na Universidade do Sul da China. Ele foi engenheiro no Instituto Geral de Pesquisa de Metais Não-Ferrosos de setembro de 1964 a abril de 1984. Wu ingressou na recém-criada Corporação da Indústria de Metais Não-Ferrosos da China em 1984, tornando-se vice-gerente geral em abril de 1984 e gerente geral em agosto de 1994. Foi vice-ministro da Indústria Metalúrgica entre dezembro de 1997 e março de 1998. Ele foi vice-presidente da Associação da Indústria de Ferro e Aço da China (CISA) em 1999, e ocupou o cargo até abril de 2011. Tornou-se presidente honorário da Associação da Indústria de Metais Não-Ferrosos da China em abril de 2011 e serviu até sua morte.

## Vida pessoal
Em 1973, Wu casou-se com Deng Lin (chinês simplificado: 邓林),  a filha mais velha de Deng Xiaoping. Seu filho, Wu Mengmeng (chinês simplificado: 吴萌萌), nasceu em 1974.